# World Cup of Hockey 1996
La World Cup of Hockey 1996 è stata la prima edizione della World Cup of Hockey, torneo per nazionali organizzato dalla NHL in sostituzione della Canada Cup. Questa prima edizione si è svolta 5 anni dopo l'ultima edizione della Canada Cup (1991) e ha visto la partecipazione di 8 nazionali. In questa prima edizione si è imposta la nazionale degli Stati Uniti che hanno battuto in finale il Canada.

## Sedi ospitanti
La Word Cup si è svolta in 9 città tra il nord America e l'Europa.
|                        | Città      | Stadio                |
| ---------------------- | ---------- | --------------------- |
| Germania (bandiera)    | Garmisch   | Olympia Stadium       |
| Finlandia (bandiera)   | Helsinki   | Hartwall-areena       |
| Canada (bandiera)      | Montréal   | Molson Centre         |
| Stati Uniti (bandiera) | New York   | Madison Square Garden |
| Canada (bandiera)      | Ottawa     | Corel Centre          |
| Stati Uniti (bandiera) | Filadelfia | CoreStatesCenter      |
| Rep. Ceca (bandiera)   | Praga      | Sportovní Hala        |
| Svezia (bandiera)      | Stoccolma  | Globen                |
| Canada (bandiera)      | Vancouver  | General Motors Place  |

## Squadre partecipanti
Al torneo hanno partecipato 8 nazionali divise in due gironi (Nord America; Europa)
| Canada      | Roster |
| Stati Uniti | Roster |
| Russia      | Roster |
| Slovacchia  | Roster |

| Svezia    | Roster |
| Finlandia | Roster |
| Rep. Ceca | Roster |
| Germania  | Roster |

## Fase a gironi

### Girone Nord America
| P | Squadra     | G | V | P | S | GF | GS | Pt |
| - | ----------- | - | - | - | - | -- | -- | -- |
| 1 | Stati Uniti | 3 | 3 | 0 | 0 | 19 | 8  | 6  |
| 2 | Canada      | 3 | 2 | 0 | 1 | 11 | 10 | 4  |
| 3 | Russia      | 3 | 1 | 0 | 2 | 12 | 14 | 2  |
| 4 | Slovacchia  | 3 | 0 | 0 | 3 | 9  | 19 | 0  |

LEGENDA:

G=Giocate, V=Vittorie, S=Sconfitte, P=Pareggi, GF=Gol Fatti, GS=Gol Subiti, Pt=Punti
| Vancouver 29 agosto 1996 | Russia | 3 – 5 | Canada | General Motors Place |

| Montreal 31 agosto 1996 | Slovacchia | 4 – 7 | Russia | Molson Centre |

| Filadelfia 31 agosto 1996 | Canada | 3 – 5 | Stati Uniti | CoreStatesCenter |

| Ottawa 1º settembre 1996 | Canada | 3 – 2 | Slovacchia | Corel Centre |

| New York 2 settembre 1996 | Russia | 2 – 5 | Stati Uniti | Madison Square Garden |

| New York 3 settembre 1996 | Stati Uniti | 2 – 5 | Slovacchia | Madison Square Garden |

### Girone Europa
| P | Squadra   | G | V | P | S | GF | GS | Pt |
| - | --------- | - | - | - | - | -- | -- | -- |
| 1 | Svezia    | 3 | 3 | 0 | 0 | 14 | 3  | 6  |
| 2 | Finlandia | 3 | 2 | 0 | 1 | 17 | 11 | 4  |
| 3 | Germania  | 3 | 1 | 0 | 2 | 11 | 15 | 2  |
| 4 | Rep. Ceca | 3 | 0 | 0 | 3 | 4  | 17 | 0  |

LEGENDA:

G=Giocate, V=Vittorie, S=Sconfitte, P=Pareggi, GF=Gol Fatti, GS=Gol Subiti, Pt=Punti
| Stoccolma 26 agosto 1996 | Germania | 1 – 6 | Svezia | Globen |

| Helsinki 27 agosto 1996 | Finlandia | 7 – 3 | Rep. Ceca | Hartwall-areena |

| Helsinki 28 agosto 1996 | Germania | 3 – 8 | Finlandia | Hartwall-areena |

| Praga 29 agosto 1996 | Svezia | 3 – 0 | Rep. Ceca | Sportovní Hala |

| Garmisch-Partenkirchen 31 agosto 1996 | Rep. Ceca | 1 – 7 | Germania | Olympia Stadium |

| Stoccolma 1º settembre 1996 | Finlandia | 2 – 5 | Svezia | Globen |

## Fase a eliminazione
|  | Quarti di Finale | Quarti di Finale | Quarti di Finale |             |             | Semifinale  | Semifinale | Semifinale |  |  | Finale (Best of 3) | Finale (Best of 3) | Finale (Best of 3) |  |
|  |                  |                  |                  |             |             |             |            |            |  |  |                    |                    |                    |  |
|  |                  |                  |                  |             |             | NA3         | Russia     | 2          |  |  |                    |                    |                    |  |
|  |                  |                  |                  |             |             | NA3         | Russia     | 2          |  |  |                    |                    |                    |  |
|  |                  |                  |                  | Stati Uniti | 5           |             |            |            |  |  |                    |                    |                    |  |
|  | NA3              | Russia           | 5                | Stati Uniti | 5           |             |            |            |  |  |                    |                    |                    |  |
|  | NA3              | Russia           | 5                |             |             |             |            |            |  |  |                    |                    |                    |  |
|  | E2               | Finlandia        | 0                |             |             |             |            |            |  |  |                    |                    |                    |  |
|  | E2               | Finlandia        | 0                |             | Stati Uniti | Stati Uniti | 3,5,5      |            |  |  |                    |                    |                    |  |
|  |                  |                  |                  |             |             |             |            |            |  |  |                    |                    |                    |  |
|  |                  |                  | Canada           | Canada      | 4,2,2       |             |            |            |  |  |                    |                    |                    |  |
|  |                  |                  |                  | Canada      | 4,2,2       |             |            |            |  |  |                    |                    |                    |  |
|  |                  |                  |                  |             |             |             |            |            |  |  |                    |                    |                    |  |
|  |                  |                  |                  |             |             |             |            |            |  |  |                    |                    |                    |  |
|  |                  | NA2              | Canada           | 3           |             |             |            |            |  |  |                    |                    |                    |  |
|  |                  |                  |                  | 3           |             |             |            |            |  |  |                    |                    |                    |  |
|  |                  |                  |                  | Svezia      | 2           |             |            |            |  |  |                    |                    |                    |  |
|  | E3               | Germania         | 1                | Svezia      | 2           |             |            |            |  |  |                    |                    |                    |  |
|  | E3               | Germania         | 1                |             |             |             |            |            |  |  |                    |                    |                    |  |
|  | NA2              | Canada           | 4                |             |             |             |            |            |  |  |                    |                    |                    |  |

### Quarti di Finale
| Montreal 5 settembre 1996 | Germania | 1 – 4 | Canada | Molson Centre |

| Ottawa 6 settembre 1996 | Russia | 5 – 0 | Finlandia | Corel Centre |

### Semifinali
| Filadelfia 7 settembre 1996 | Canada | 3 – 2 (d.t.s.) | Svezia | CoreStatesCenter |

| Ottawa 8 settembre 1996 | Russia | 2 – 5 | Stati Uniti | Corel Centre |

### Finale
| Filadelfia 10 settembre 1996 | Canada | 4 – 3 (d.t.s.) | Stati Uniti | CoreStatesCenter |

| Montreal 12 settembre 1996 | Stati Uniti | 5 – 2 | Canada | Molson Centre |

| Montreal 14 settembre 1996 | Canada | 2 – 5 | Stati Uniti | Molson Centre |

## Classifiche & Premi individuali

### Classifica Miglior Marcatore
|    | Giocatore      | PG | G | A | Pts | PIM |
| -- | -------------- | -- | - | - | --- | --- |
| 1  | Brett Hull     | 7  | 7 | 4 | 11  | 4   |
| 2  | John LeClair   | 7  | 6 | 4 | 10  | 6   |
| 3  | Mats Sundin    | 4  | 4 | 3 | 7   | 4   |
| 4  | Doug Weight    | 7  | 3 | 4 | 7   | 12  |
| 5  | Wayne Gretzky  | 8  | 3 | 4 | 7   | 2   |
| 6  | Brian Leetch   | 7  | 0 | 7 | 7   | 4   |
| 7  | Paul Coffey    | 7  | 0 | 7 | 7   | 12  |
| 8  | Keith Tkachuk  | 7  | 5 | 1 | 6   | 44  |
| 9  | Theoren Fleury | 8  | 4 | 2 | 6   | 8   |
| 10 | Sergei Fedorov | 5  | 3 | 3 | 6   | 2   |

LEGENDA:

PG= Partite Giocate, G= Goal, A= Assist, Pts=Punti, PMI=Penalità in Minuti

### Classifica Portiere
Migliore portiere Media goal subiti (GAA):  Curtis Joseph (2.31)

### Miglior giocatore del torneo (MVP)
MVP:  Mike Richter

### All-Stars Team
| Portiere: | Mike Richter                            |
| Difesa:   | Calle Johansson – Chris Chelios         |
| Attacco:  | Brett Hull – Mats Sundin – John LeClair |